# De ploff!
De ploff! is een lied van de Nederlandse rapper Eves Laurent. Het stond in 2021 als tiende track op het album Deze is niet voor de charts.

## Achtergrond
De ploff! is geschreven door Jeff Adjei, Pascal Nanlohy en Placido Diego Elson en geproduceerd door Dovgh en Dr. Mason. Het is een nummer dat past in de genres nederhop en trap. In het lied rapt Eves Laurent over de plofkraak die hij in 2018 had uitgevoerd, waarvoor hij werd opgepakt en twee jaar in Duitsland in de gevangenis had gezeten. De rapper wilde er zelf geen nummer over maken, maar de persoon waarmee hij de plofkraak pleegde, vroeg er meermaals om. Toen hij op een gegeven moment een beat hoorde die bij het onderwerp paste, sloot hij zichzelf op en schreef het nummer. Het nummer werd niet op single uitgebracht, maar was slechts een albumtrack. Toch is het anno 2023 het meest succesvolle nummer uit zijn carrière qua zowel hitlijsten als streams. 

## Hitnoteringen
Ondanks dat het lied niet als single was uitgebracht, had de rapper toch bescheiden succes met het lied in Nederland. Het piekte op de 47e plaats van de Single Top 100 in de vier weken dat het in deze hitlijst te vinden was. De Top 40 en haar Tipparade werden niet bereikt.